# Микулин, Владимир Иосифович
Владимир Иосифович Микулин  (8 марта 1892, Севастополь — 19 августа 1961, Москва) — советский военный деятель, командир 8-й кавалерийской дивизии Червонного казачества. Помощник инспектора кавалерии РККА (с 05.1933 г.). Начальник Краснознамённых Кавалерийских КУКС РККА им. С.М. Буденного (г. Новочеркасск; с 06.1936 г.). Комбриг (17.01.1936 г.)

## Биография
Родился 08(20).03.1892 – хх.08.1961
Происхождение: Уроженец г. Севастополь. Русский, из потомственных дворян Московской губернии (семьи штабс-капитана РИА). Православный.
Образование: Одесский кадетский корпус (1910 г.), Елисаветградское кавалерийское училище (1912 г., по 1-му разряду),  ВАК при Военной академии РККА (1924 г.).
Кадет, Одесский кадетский корпус (1908-1910 г.). В службе с 13.09.1910 г. на правах вольноопределяющегося 1-го разряда.
Юнкер, Елисаветградское кавалерийское училище (1910-12 г.). Унтер-офицер (1911 г.). Выпущен из вахмистров Корнетом в 15-й уланский Татарский полк (г. Плоцк) 15-й кавалерийской дивизии; Варшавский военный округ (ВП от 06.08.1912 г., ст. 06.08.1911 г.). 
На 03.01.1914 г. – младший офицер 6-го эскадрона и (с 12.10.1913 г.; продолжал состоять в штате эскадрона) помощник начальника полковой учебной команды.
На 20-26.07.1914 г. - в командировке (со 2-м эскадроном) для сопровождения доставки ремонтных лошадей в 3-й запасной кавалерийский полк (г. Кирсанов Тамбовская губения). 
Участник Первой мировой войны; Северо-Западный и Западный фронты. В строю полка. На 05.10.1914 г. – младший офицер 6-го эскадрона. В боях 12 и 20.05.1915 г. под г. Прасныш был ранен и контужен. Эвакуирован в тыл; 
Сводный эвакуационный госпиталь № 151 (г. Москва), 05.09.1915 г. выбыл в г. Курск. Прикомандирован к 20-му корпусному авиационному отряду (прибыл 14.11.1915 г.). Летчик-наблюдатель. Прикомандирован к  9-му армейскому авиационному отряду (на 02.10.1917 г.).  
Начальник отряда (в 02.1918 г. вошел в состав Красной Армии) и помощник командира 15-го уланского полка 15-й кавалерийской дивизии по строевой части. 

### В РККА
Продолжил службу в Красной армии в должности начальника авиационного отряда (9-й армейский авиационный отряд в РККА вошел в состав 15-го авиационного отряда; в "Именных списках авиационных частей Красной Армии 1918 - 1921." В.И. Микулин не значится); Московский военный округ.
В 1918 г. дважды подвергался аресту по подозрению в контрреволюционной деятельности. 
Участник Гражданской и советско-польской 1920 г. войн; Южный, Юго-Западный и Южный (2-го формирования) фронты. В распоряжении штаба 2-й Орловской кавалерийской дивизии; Орловский военный округ (07. 1919). Начальник штаба уполномоченного РВС Южного фронта по формированию кавалерийских частей (с 07.1919). 
Помощник инспектора (с 08.1919 г.) и инспектор (с 10.1919) кавалерии 13-й армии. Командир 13-й Отдельной кавалерийской бригады (с 04.1920 г.), Командир 3-й и 2-й бригад 8-й кавалерийской дивизии Червонного казачества (05.-11.1920). Командовал бригадой под Перекопом и во время боев за Галицию летом 1920 года. 
Начальник 17-й кавалерийской дивизии (04.11-31.12.1920 г.). Сменил Боревича П. М. —
Старший помощник начальника штаба 1-го Киевского конного корпуса по оперативной части (г. Белая Церковь, с 05.04.21 г. Липовец Киевской губ.); Киевский военный округ (с 01.1921 г.). 
В распоряжении штаба Киевского военного округа (с 07.1921 г.). Инспектор кавалерии Киевского военного округа (с 11.1921 г.). Начальник 1-й Сибирской кавалерийской дивизии; Западный фронт. 
Начальник, с 06.1922 г. командир 11-й Гомельской кавалерийской дивизии (г. Гомель, с 07.1922 г. – Самаркандская область);  Западный, с 07.1922 г. Туркестанский фронты (с 01.1922 г.). Командир Кавказской кавалерийской бригады (г. Тифлис); Отдельная Кавказская, с 17.08.1923 г. Кавказская Краснознамённая армия  (с 11.1922 г. ). 
Слушатель ВАК при Военной академии РККА (09.1923-06.1924 г.). Состоящий для особых поручений при инспекции кавалерии РККА (с 07.1924 г.). Начальник штаба 3-го кавалерийского корпуса (с 17.12.1924 г. им. Белорусской ССР; г. Минск); Западный военный округ (с 10.1924 г.). 
Адъюнкт (с 03.1926 г.) и преподаватель (с 01.1931 г.) Военной академии РККА им. М.В. Фрунзе по кафедре общей тактики и тактике конницы. С 1931 г. кандидат в члены ВКП(б). В 1931 г. удостоен звания «преподаватель высших военно-учебных заведений РККА». Заместитель начальника штаба (с 11.1931 г.) и руководитель по кафедре конницы (с 02.1932 г.; по совместительству) Военной академии РККА им. М.В. Фрунзе.
Помощник инспектора кавалерии РККА (с 05.1933 г.). Помощник начальника кафедры конницы Военной академии Генерального штаба РККА (с 05.1936 г.). Начальник Краснознаменных Кавалерийских КУКС РККА им. С.М. Буденного (г. Новочеркасск; с 06.1936 г.). Комбриг (17.01.1936 г.). Награжден орденом (по другой версии - двумя; подтверждается косвенно) Красного Знамени (05.01.1921 г.).

## Репрессии
Арестован 07/10.06.1937 г. в рабочем кабинете в Новочеркасске (при обыске изъяты: 2 ордена Красного Знамени, пояс, шпоры, именные часы, именной блокнот и черновики писем к Маршалу Советского Союза С.М. Буденному, фото семьи, фотоаппарат «ФЭД», план г. Москвы и две брошюры Л.Д. Троцкого по военному делу). Дело рассмотрено Военной Коллегией Верховного Суда СССР в 10.1939 г. От показаний, данных на предварительном следствии, В.И. Микулин отказался, вину не признал. дело было направлено на рассмотрение Военной прокуратуры СССР, где с Микулина были сняты неподтвержденные доказательствами обвинения в участии в военном заговоре, вредительстве и шпионаже. Осужден Особым совещанием при НКВД СССР 19.10.1940 г. по ст. 58-11 УК РСФСР (организационная деятельность, направленная к подготовке или совершению контрреволюционных преступлений) и приговорен к 8 годам лишения свободы в ИТЛ. Наказание отбывал в Красноярском лагере. 
В годы Великой Отечественной войны неоднократно обращался в различные инстанции с просьбой направить его в действующую армию или в тыл для подготовки кадров. Освобожден из лагеря 31.08.1946 г. (срок заключения отбыл полностью с учетом предварительного заключения; из медицинской справки о состоянии здоровья 1947 г.: «...гипертония, паховая грыжа, суставный ревматизм, повреждение тазовых костей, одна нога укорочена на 5 сантиметров. К физическому труду непригоден». 
В связи с запретом проживания в крупных городах, жил в г. Таруса Калужской области. Работал в артели инвалидов по ремонту бытовых приборов. 

### Реабилитация
Определением военного трибунала Северо-Кавказского военного округа от 31.10.1955 г. был реабилитирован (дело прекращено за отсутствием состава преступления, Постановление ОС при НКВД СССР от 19.10.1940 отменено, возвращены два ордена Красного Знамени и фотоаппарат «ФЭД», выплачена денежная компенсация в сумме 650 рублей). 
Полковник в запасе с правом ношения военной формы одежды (1956 г.). Продолжал жить и работать в той же артели инвалидов в г. Таруса. 
05.08.1961 г. выехал к дочери в г. Москву, где спустя две недели скончался. Похоронен в г. Таруса Калужской области.

## Чины и звания
Корнет (ВП от 06.08.1912 г., ст. 06.08.1911 г.);
Поручик (1915 г.);
Штабс-ротмистр (ВП от 01.06.1916 г.; ст. 30.09.1915 г.: на осн. Прик. по воен. вед. 1915 г. № 681, ст. 1.);
Ротмистр (ПАФ от 02.10.1917 г.; ст. 29.07.1917 г.:  на осн. Прик. по воен. вед. 1917 г. № 130, ст. 1 и 2).
- Комбриг (17.01.1936 г. - прик. НКО СССР № 120/п)
- Полковник (18.01.1956 г. - прик. МО СССР № 0296)

## Награды
- Орден Святой Анны 4-й степени с надписью «За храбрость» (ВП от 15.12.1914 г.);
- Орден Святого Станислава 3-й степени с мечами и бантом (Приказ командующего 1-й армией; утверждено ВП от 07.12.1915 г.);
- Орден Святого Владимира 4-й степени с мечами и бантом (ВП от 28.02.1915 г.);
- Орден Святой Анны 3-й степени с мечами и бантом (Приказ командующего 5-й армией; утверждено ВП от 28.04.1916 г.);
- Орден Святого Станислава 2-й степени с мечами (Приказ Главнокомандующего армиями Северного фронта, 1915 г.; утверждено ВП от 13.10.1915 г.);

- Медаль светло-бронзовая в память 300-летия Царствования Дома Романовых (21.02.1913 г.);

- Старшинство в чине поручика с 06.08.1914 г. (ВП от 31.05.1916 г.).